# Каллистратов, Семён Акимович
Семён Аки́мович Каллистра́тов (1874—1966) — русский и советский архитектор. Основная деятельность связана с Саратовом и Новороссийском.

## Биография
Семён Акимович родился 26 января (7 февраля) 1874 года в селе Коренском Рыльского уезда Курской губернии в семье сельского священника и учителя. Закончил реальное училище в Рыльске. В 1894-1897годах — студент Землемерного училища (в Курске). Брат Каллистратова принимал участие в выступлениях народовольцев, в связи с чем, в круг подозреваемых в причастности к выступлениям попал и сам Семён Акимович, поэтому вынужденно эмигрировал в Швейцарию. В 1898—1904 годах учился в Лозаннском университете, окончив получил диплом по специальности инженер-строитель. Учёбу оплачивал, зарабатывая частными уроками. В том же 1904 году возвратился в Россию. В 1906 году в ПИГИ получил подтверждение своего швейцарского диплома.
В Новороссийске начался его профессиональный путь: там в 1904—1911 годах Семён Акимович работал городским архитектором.

## Деятельность архитектора
В Новороссийске по проектам Каллистратова построен целый ряд зданий. Наиболее примечательным из них по праву считается здание городской управы.
В 1911 году архитектор переезжает в Саратов. В 1912 году было принято решение об открытии в Саратове консерватории. Здание музыкального училища, в котором предполагалось разместить консерваторию, решено было перестроить. Первоначально здание построил еще в 1902 году архитектор Александр Юльевич Ягн. Современники негативно оценивали архитектуру этого здания. Семён Акимович блестяще справился с первой поставленной перед ним задачей. Здание было расширено и полностью изменён его фасад, перестроено в стиле неоготики. Здание запоминается башнями со шпилями и флюгерами, готическими остроконечными башенками-пинаклями, коньковыми решётками, стрельчатыми арками окон и большим круглым окном-розой. Саратовская государственная консерватория по праву считается одним из архитектурных символов города.
В 1917 году Каллистратов возводит в Саратове еще один архитектурный символ города — здание гостиницы «Астория». Строительство отеля завершилось к осени 1917 года. В гостинице было 83 номера. Отличительными чертами здания являются массивные пилоны, вытянутые на всю высоту здания, открытая галерея четвёртого этажа, статуи средневековых рыцарей и гонцов. Скульптуры были выполнены по эскизам скульптора Дундука Павла Фёдоровича. После революции здание использовалось для размещения различных правительственных учреждений. Однако, уже в 1925 году гостиница «Астория» вновь заработала. В 1956 году гостиница «Астория» была переименована в «Волгу». Это название сохранилось и по сей день.
В 1915 году архитектор возвел в Саратове следующие строения:
- женская гимназия Куфельда (на углу улиц Первомайская и Соборная), ныне Корпус № 2 Саратовского художественного музея имени А. Н. Радищева
- хирургический корпус 1-й городской больницы (на углу улиц Пугачёва Е. И. и Новоузенской).

Каллистратов активно участвовал в программе возведения в Саратове школ-дворцов:
- школа № 2 (на углу улиц Мичурина и Хользунова),
- школа № 99 (на углу улиц Кутякова и Университетской).

Приехав в Саратов, Каллистратов купил дом № 30 на улице Вольская (угол улицы Малая Кострижная — ныне ул. Пушкина), перестроил его и проживал там с семьёй.

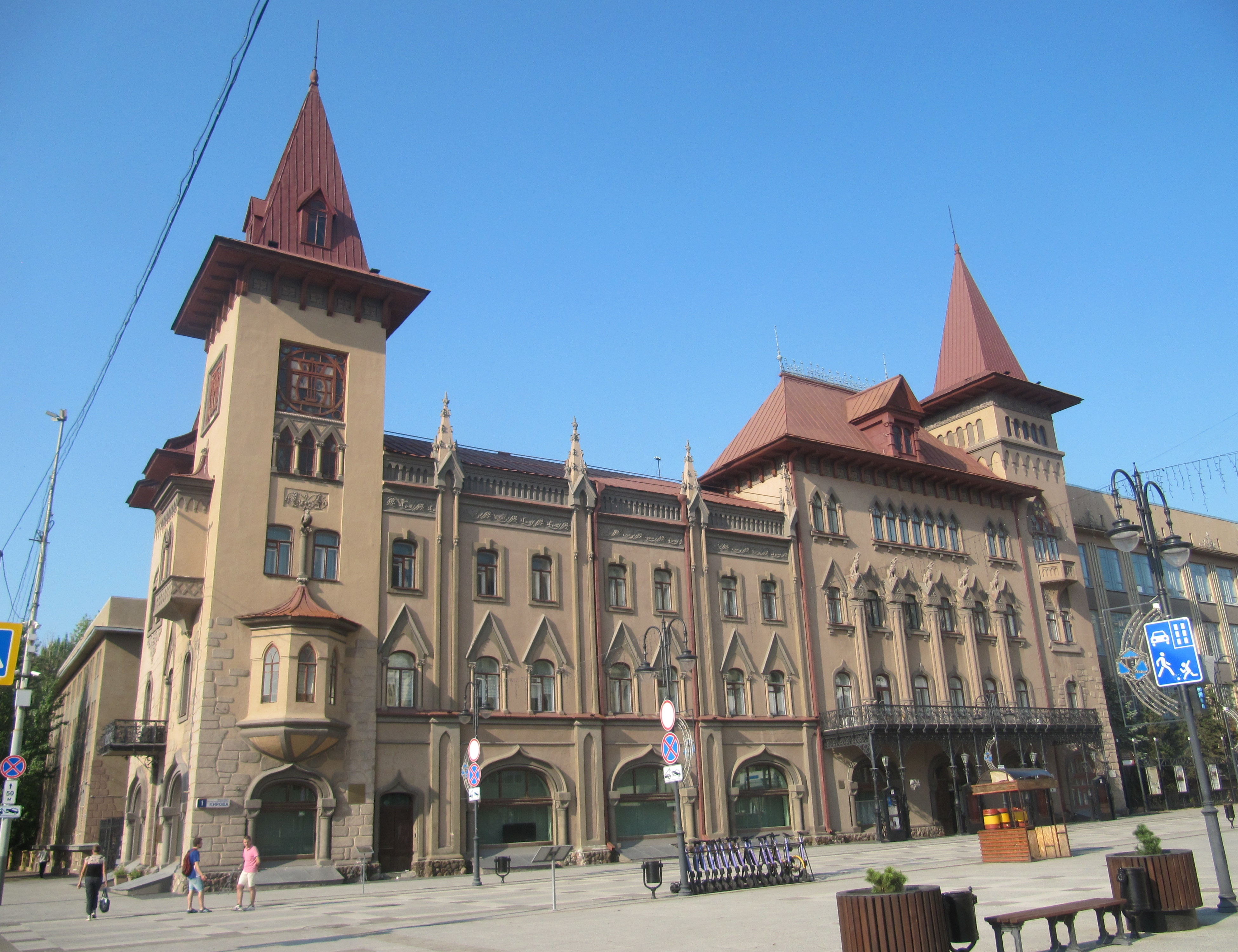
Саратовская Консерватория
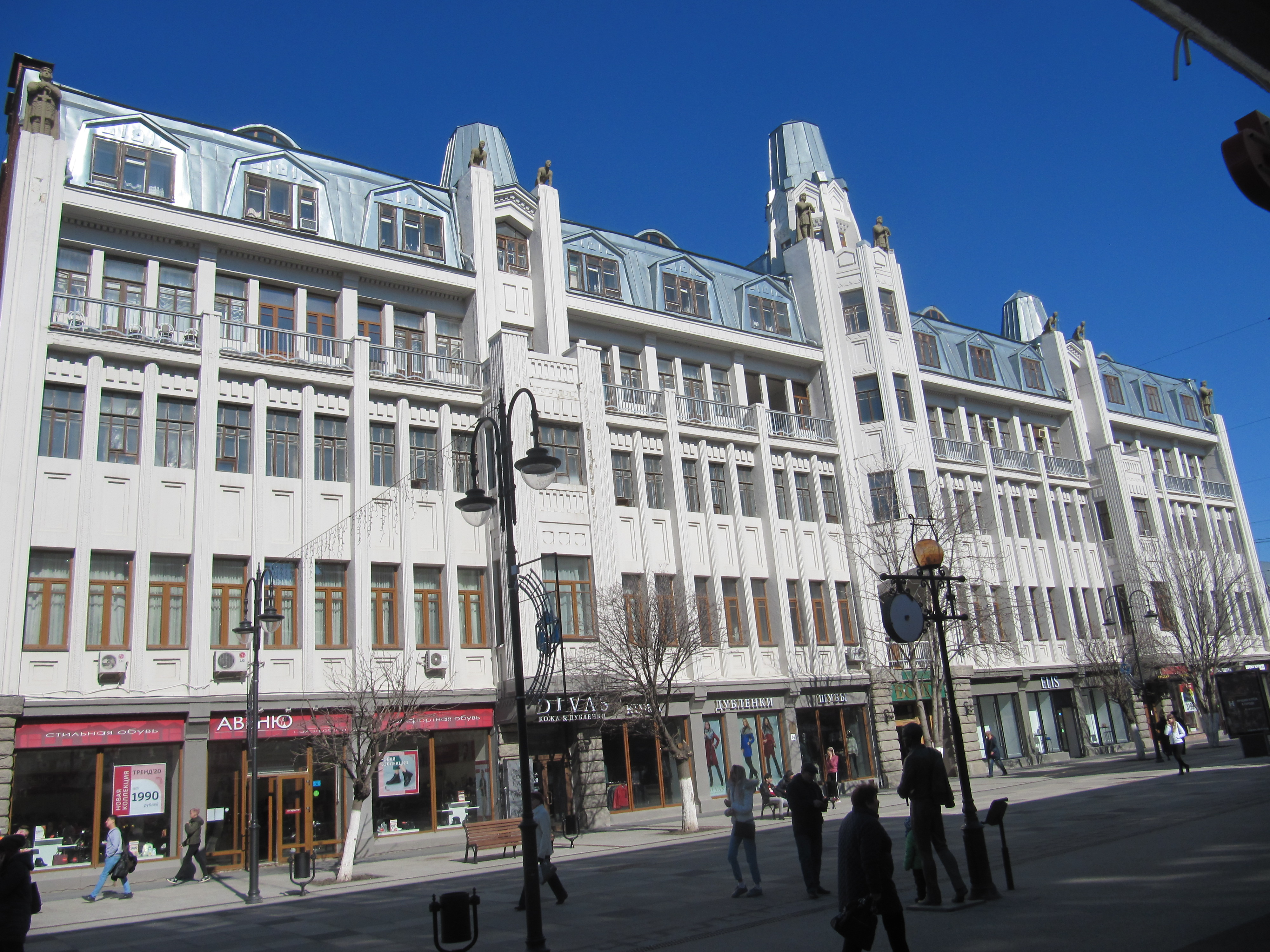
Гостиница «Астория», ныне «Волга»
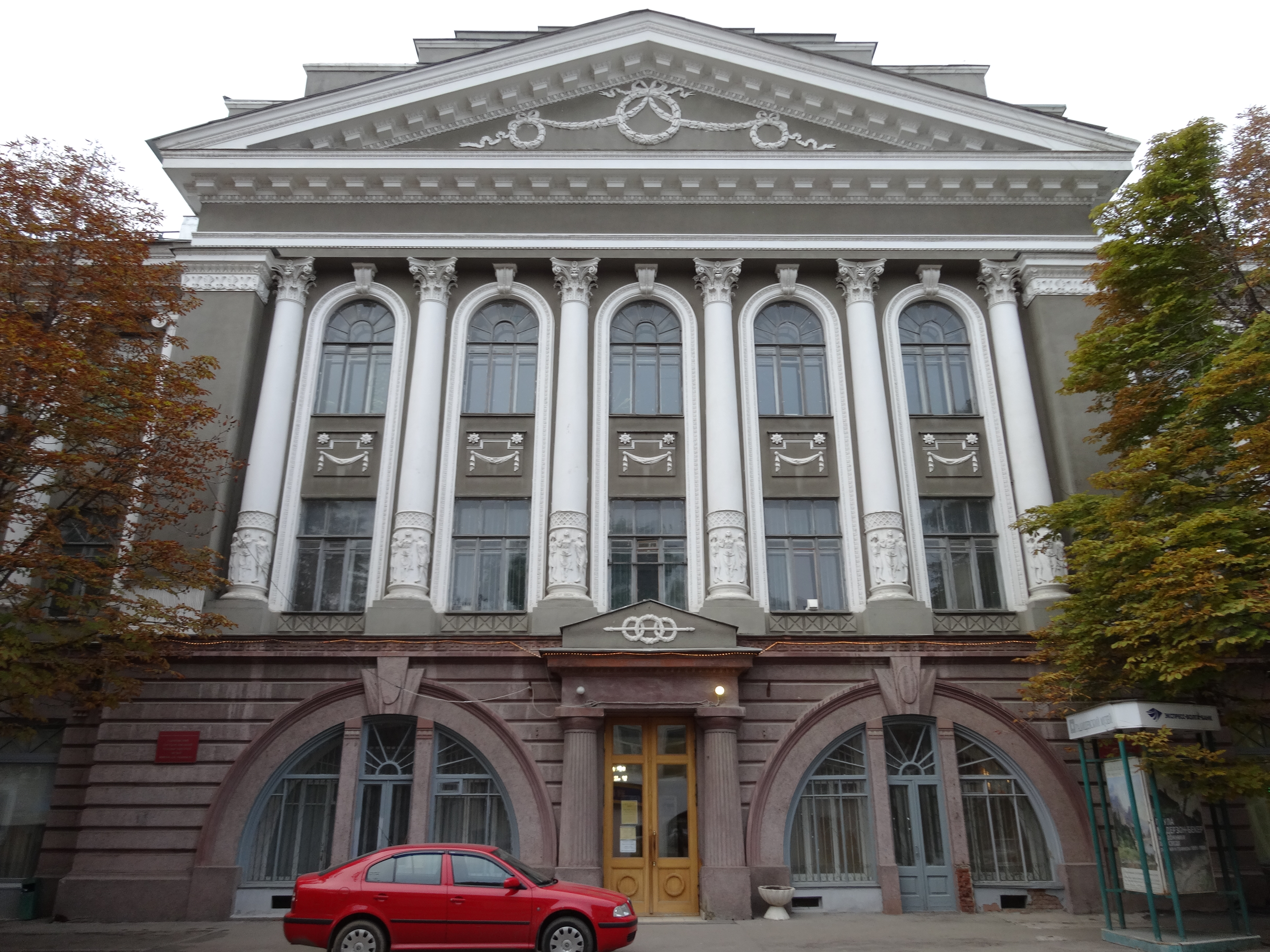
Женская гимназия, ул. Первомайская 75
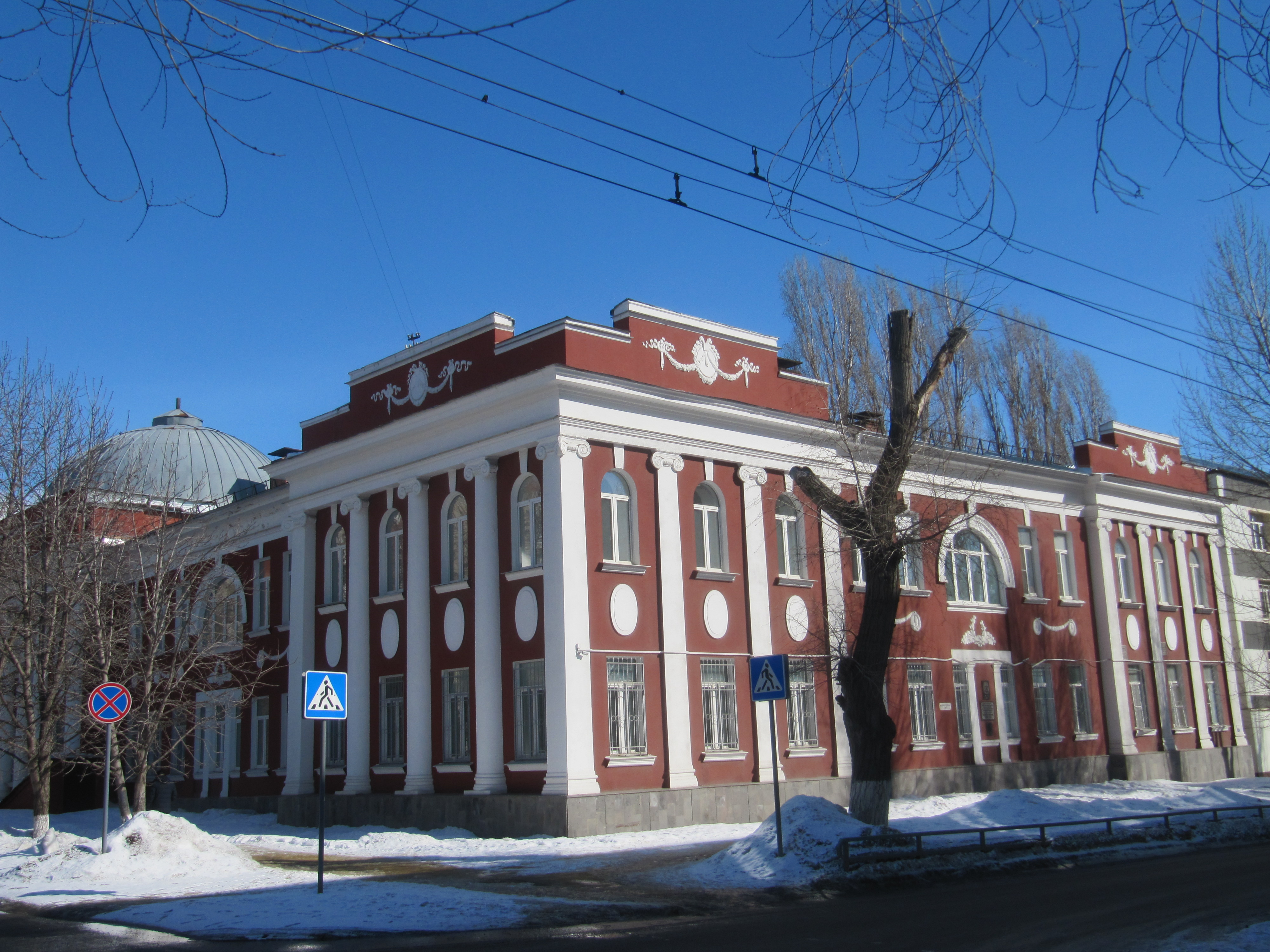
Городская больница № 1 корпус на углу Пугачёва и Новоузенской
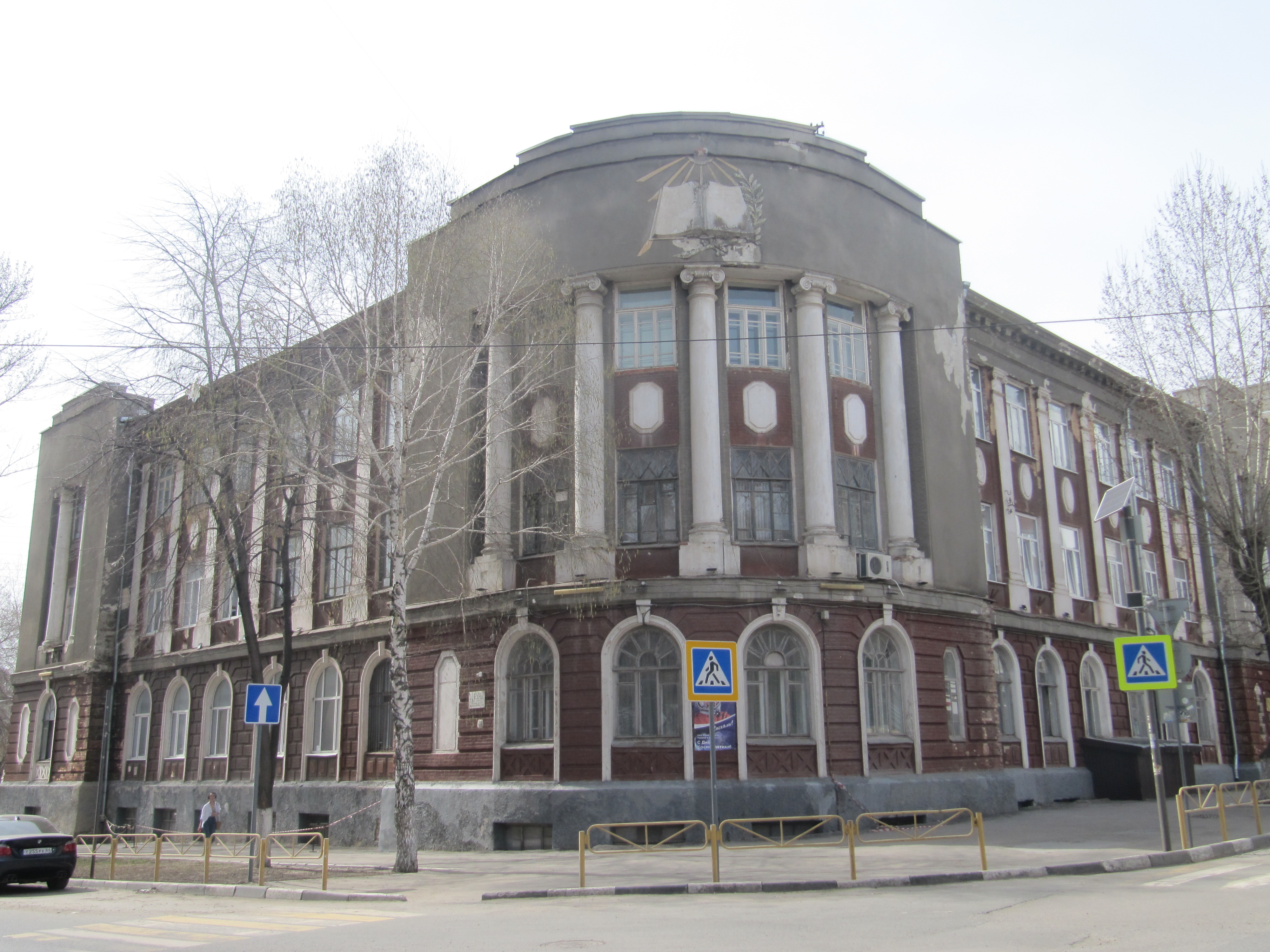
Школа № 2 ул. Мичурина 16
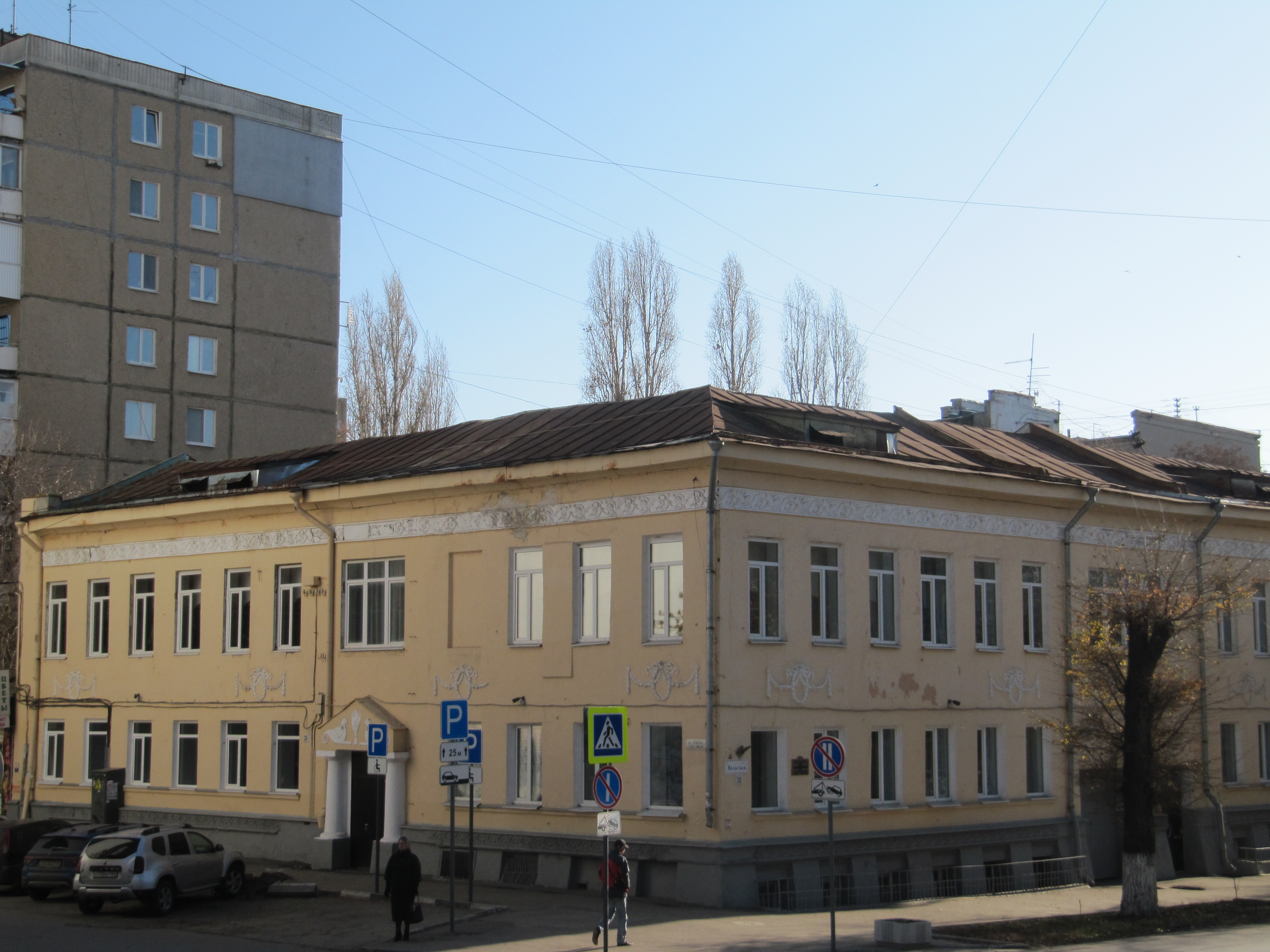
Дом Каллистратова, ул. Вольская 30

В 1922 году Каллистратов перезжает в Москву, где живёт по адресу: Садовая-Кудринская улица, 11, кв. 2 (1920-е) и Моховая улица, 8 (1930-е). До 1933 года работает по реставрации Музея Революции, затем — главный архитектор отдела кадров Наркомснаба СССР по строительству учебных заведений.
В 1948 году архитектор выходит на пенсию, но все же продолжает работать в качестве архитектора, теперь в основном в Новороссийске. В 1955 году мастер построил свой небольшой домик, в котором безошибочно читается его почерк. В этом доме Семён Акимович и прожил вплоть до своей смерти 2 ноября 1966 года.

## Семья
Жена архитектора — Евгения Владимировна Цешковская. Двое детей: дочь Наталия, сын Николай. В Саратове вместе с семьёй проживал в доме на углу Малой Кострижной и Вольской.